# Pedra Dourada
Pedra Dourada là một đô thị thuộc bang Minas Gerais, Brasil. Đô thị này có diện tích 70,362 km², dân số năm 2007 là 2100 người, mật độ 27,9 người/km².